# Omladinskistadion
Het Omladinskistadion (Servisch: Омладински стадион, Jeugdstadion) is een multifunctioneel stadion in de Servische hoofdstad Belgrado. Het is de thuisbasis van voetbalclub OFK Beograd. Het stadion biedt plaats aan 19.100 toeschouwers, waarvan 10.600 zitplekken. Naast voetbal vinden er ook concerten en atletiekwedstrijden plaats in het stadion.
Het stadion werd geopend in 1957 en had toen plaats voor 28.000 bezoekers. Na een renovatie in 2000 is de capaciteit om veiligheidsredenen teruggebracht tot de huidige 19.100. In 2012 waren er plannen voor een complete renovatie van het in een slechte staat verkerende stadion of nieuwbouw, maar deze plannen zijn niet doorgezet.

## Interlands
Het Joegoslavisch voetbalelftal speelde twee interlands in het stadion.
| 1 | 19 september 1962 | Joegoslavië – Ethiopië | 5 – 2 | Vriendschappelijk | 8.000 |
| 2 | 30 maart 1980     | Joegoslavië – Roemenië | 2 – 0 | Balkan Cup finale | 7.000 |